# Madegalatha malagassica
Madegalatha malagassica là một loài bướm đêm trong họ Noctuidae.